# Pyrgulopsis thermalis
Pyrgulopsis thermalis es una especie de molusco gasterópodo de la familia Hydrobiidae en el orden de los Mesogastropoda.

## Distribución geográfica
Es  endémica de Estados Unidos.

## Hábitat
Su hábitat natural son: los ríos.

## Estado de conservación
Se encuentra amenazada de extinción por la pérdida de su hábitat natural.